# Кренбергс, Имантс
Имантс Кренбергс (латыш. Imants Krenbergs; 30 мая 1930 — 26 декабря 2005) — советский и латвийский актёр и режиссёр театра и кино.

## Биография
Родился 30 мая 1930 года в Даугавпилсе. В 1949 году окончил первую городскую Рижскую гимназию, в 1953 году — режиссёрское отделение театрального факультета Латвийской государственной консерватории имени Я. Витола, в 1964 году — Высшие режиссёрские курсы в Москве.
Работал режиссёром Лиепайского театра, ставил пьесы Альфреда Вильнера и Хайнца Рейхерта, инсценировку романа Александра Дюма-сына. (1953—1959), затем Рижский ТЮЗ, на сцене которого Имантс Кренбергс ставил пьесы Сергея Михалкова, Марка Твена, Зигмунда Скуиня.
С 1964 года на Рижской киностудии — режиссёр документальных и игровых фильмов, писал сценарии, исполнял небольшие роли в фильмах своих коллег. Сыграл на сцене Нового Рижского театра, в пьесе «Ребёнок Розмари» по одноимённому роману Айры Левин.
Член Союза театральных деятелей (с 1950 года) и Союза кинематографистов (с 1979 года). Стипендиат Государственного фонда культуры (2001).

## Фильмография

### Актёрские работы
- 1966 — В 26-го не стрелять
- 1971 — Отзвуки прошлого — Горст
- 1985 — Свидание на Млечном пути — немец
- 1991 — Депрессия — эпизод

### Режиссёрские и сценарные работы
- 1969 — Лучи в стекле — режиссёр
- 1971 — Ель во ржи — режиссёр
- 1973 — Ключи от города — режиссёр
- 1976 — В тени меча — режиссёр, автор сценария
- 1977 — Паруса — режиссёр
- 1983 — Краткое наставление в любви — режиссёр, автор сценария
- 1986 — Коронный номер — режиссёр
- 1991 — В петле — режиссёр